# Michael D. Coe
Pour les articles homonymes, voir COE.
Michael Douglas Coe plus connu comme Michael D. Coe ou Michael Coe, né le 14 avril 1929 à New York (État de New York) et mort le 25 septembre 2019 à New Haven (Connecticut), est un archéologue, anthropologue, épigraphiste et écrivain américain.

## Biographie
Michael D. Coe a obtenu son Ph.D. en anthropologie à l’université Harvard au début des années 1950. À partir de 1995, il est professeur émérite d’anthropologie de l’université Yale et curateur émérite de la collection anthropologique du Muséum d'histoire naturelle Peabody dont il a été curateur de 1968 à 1994.
Michael D. Coe est principalement connu pour ses recherches sur la Mésoamérique et en particulier pour ses études sur la civilisation maya dont il est reconnu comme l'un des éminents spécialistes. Il a également effectué des recherches sur d’autres sites archéologiques en Amérique du Nord et du Sud. Il s’est aussi spécialisé dans l’étude comparative d’anciennes civilisations de forêts tropicales, comme celles d’Amérique centrale et d’Asie du Sud-Est.
Fort de quarante années de recherches en archéologie et anthropologie, Michael D. Coe est un auteur scientifique prolifique. Il est également l’auteur de plusieurs ouvrages destinés au grand public dont certains sont devenus des best-sellers et ont été plusieurs fois réimprimés comme : The Maya (1966) et Breaking the Maya Code (1992). Il est aussi l'auteur d'un ouvrage qui a connu un énorme succès : Mexico (1962) dont la sixième édition a été publiée en 2008 en collaboration avec Rex Koontz : Mexico: From the Olmecs to the Aztecs.

### Famille
En 1955, Michael D. Coe épouse Sophie, la fille du biologiste de l’évolution Theodosius Dobjansky.

## Distinctions
Au cours de sa longue carrière scientifique, Michael D. Coe a reçu de nombreuses récompenses saluant ses contributions en archéologie et anthropologie, entre autres :
- 1989— Tatiana Proskouriakoff Award, université Harvard.
- 2004— Orden del Quetzal, République du Guatemala
- 2006— Orden del Pop, Museo Popol Vuh, université Francisco-Marroquin, Guatemala[6]